# Desmiphora auatinga
Desmiphora auatinga är en skalbaggsart som beskrevs av Martins och Maria Helena M. Galileo 1996. Desmiphora auatinga ingår i släktet Desmiphora och familjen långhorningar. Inga underarter finns listade i Catalogue of Life.